# جو نوتس
جو نوتس (بالإنجليزية: Joe Knotts)‏ هو لاعب كرة قاعدة أمريكي، ولد في 3 مارس 1884 في غرينزبورو في الولايات المتحدة، وتوفي في 15 سبتمبر 1950 في فيلادلفيا في الولايات المتحدة.

## وصلات خارجية
- جو نوتس على موقعبيزبول رفرنس.كوم (الدوري الرئيسي) (الإنجليزية)
- جو نوتس على موقعبيزبول رفرنس.كوم (الدوري الثانوي) (الإنجليزية)